# Эшенлоэ
Эшенлоэ (нем. Eschenlohe) — община в Германии, в земле Бавария. 
Подчиняется административному округу Верхняя Бавария. Входит в состав района Гармиш-Партенкирхен.  Население составляет 1545 человек (на 31 декабря 2010 года). Занимает площадь 55,05 км².